# Urukerereza

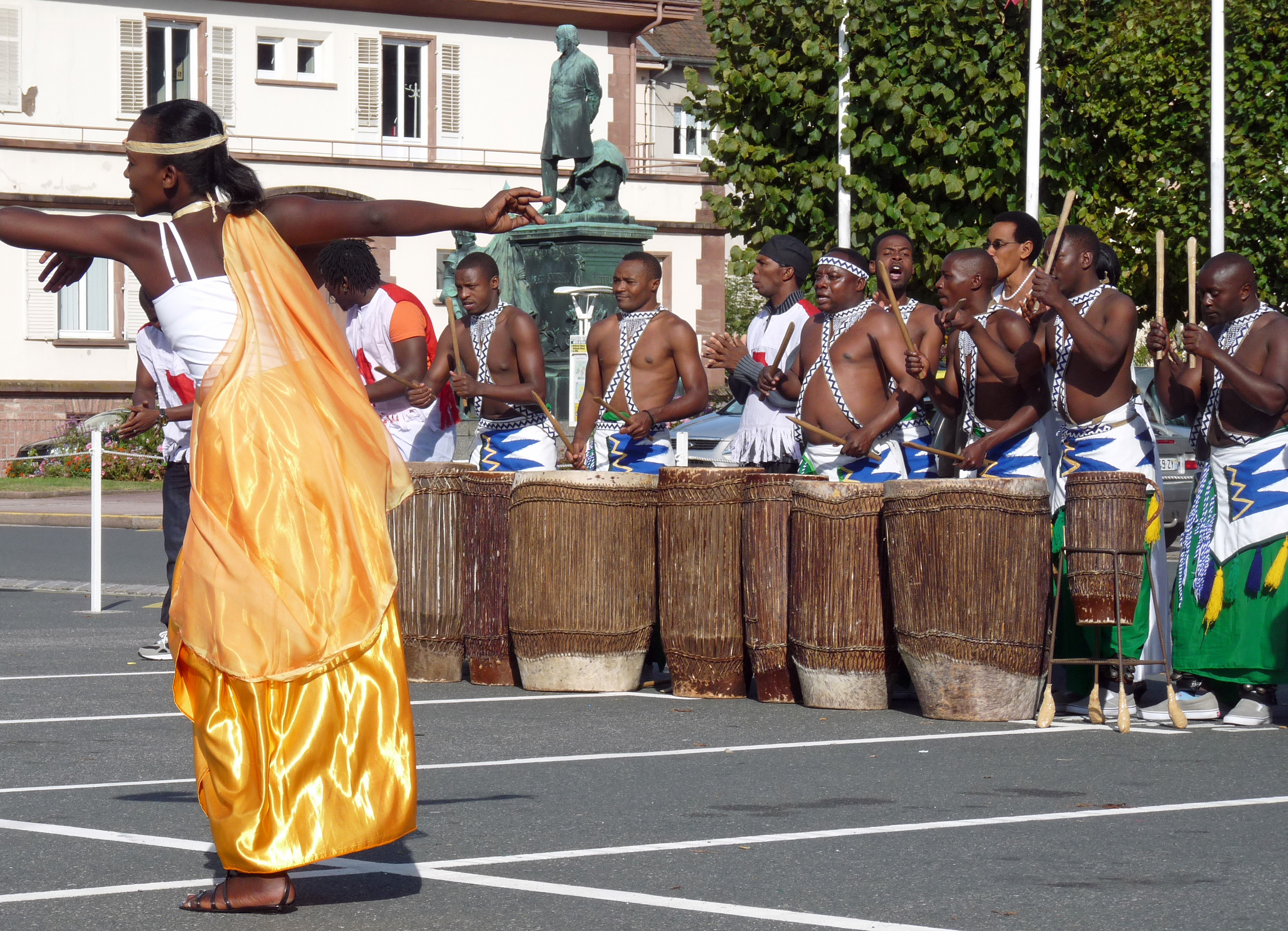
Tambourinaires et danseuse lors d'une représentation en France (2011)

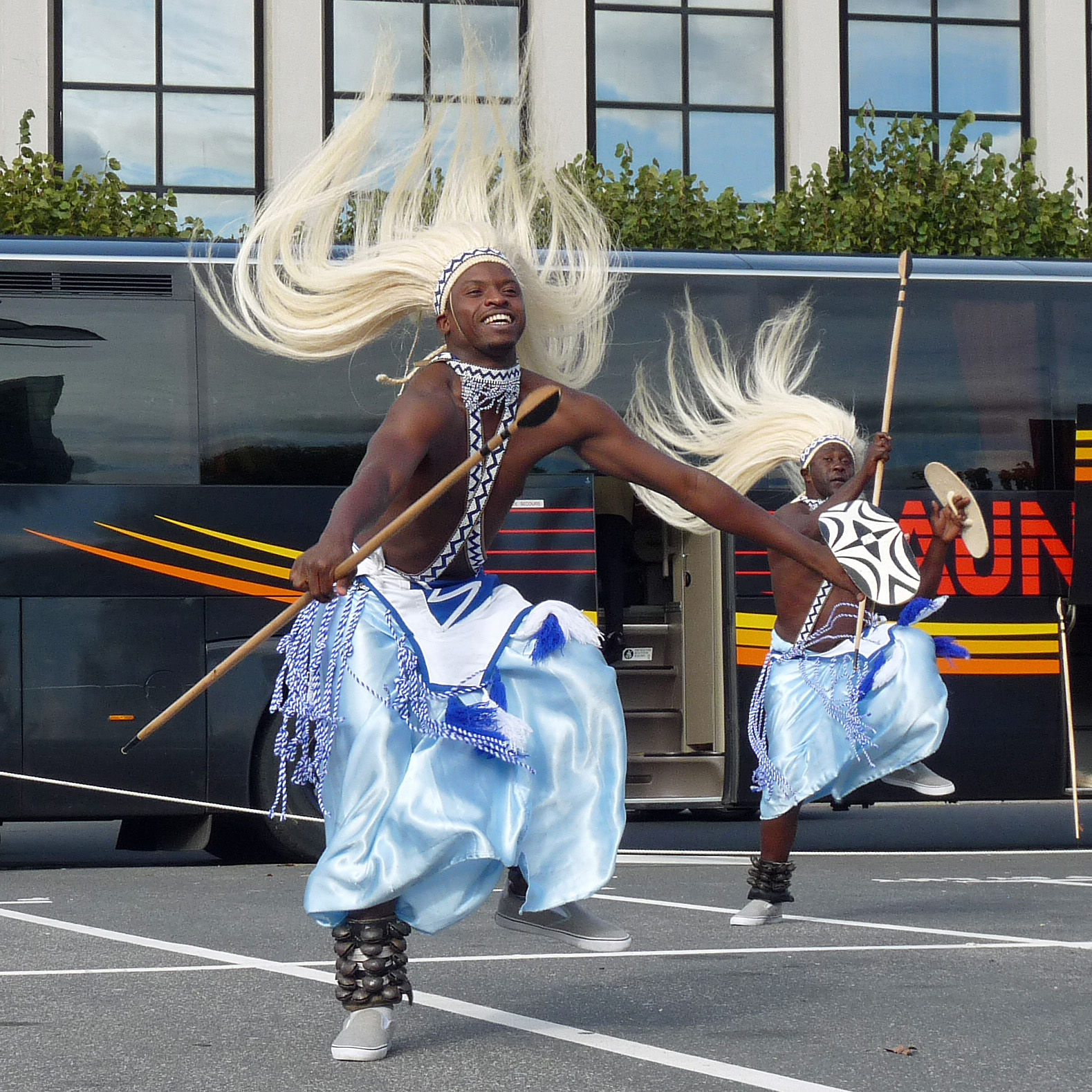
Danseurs

Le Ballet national rwandais Urukerereza est la sélection nationale d'artistes musiciens et danseurs traditionnels qui représente le Rwanda dans des festivals internationaux. Urukerereza fut créé en 1973, avec pour ambition de préserver la musique et la danse traditionnelle rwandaise.